# Президентские выборы в Беларуси (2025)
Выборы президента Республики Беларусь 2025 года (бел. Выбары прэзідэнта Рэспублікі Беларусь 2025 года) — седьмые очередные выборы белорусского президента, которые состоялись 26 января 2025 года.

Международная реакция на шестое переизбрание Лукашенко в 2020 г.:
Республика Беларусь
Признали победителем Лукашенко
Признали победителем Тихановскую
Не признали результаты выборов
Выразили озабоченность по поводу эскалации конфликта
Без реакции

Для действующего президента Александра Лукашенко эти выборы стали седьмыми подряд. Он непрерывно руководит страной с 1994 года. Предыдущие президентские выборы в 2020 году вызвали массовые протесты в Беларуси, после подавления которых в стране установилась атмосфера страха и политических репрессий. После выборов 2020 года Александр Лукашенко оказался в международной изоляции, его легитимность в качестве главы государства оказалась под вопросом, при этом Беларусь оказалась в полной зависимости от России, а в 2022 году Лукашенко позволил российским войскам использовать белорусскую территорию для вторжения в Украину.
По оценкам журналистов, в отличие от выборов 2020 года, в 2024 году в ходе президентской гонки не было даже видимости конкуренции. К участию в выборах были допущены только лояльные Александру Лукашенко политики, тогда как независимые кандидаты отсутствовали. Независимый мониторинг не проводился, а участки для голосования за границей не были открыты.

## Избирательная система
Согласно 81 статье Конституции Беларуси, президент избирается сроком на 5 лет народом Республики Беларусь.
Согласно статье 80, президентом может быть избран гражданин Республики Беларусь по рождению, не моложе 40 лет, обладающий избирательным правом, постоянно проживающий в Республике Беларусь не менее 20 лет непосредственно перед выборами, не имеющий и не имевший ранее гражданства иностранного государства либо вида на жительство или иного документа иностранного государства, дающего право на льготы и другие преимущества.
Согласно статье 64, голосовать на выборах президента имеют право граждане Беларуси, достигшие возраста 18 лет и не находящиеся в местах лишения свободы или на принудительном лечении.

## План проведения избирательной кампании
|                                 | Пункт плана                                             |
| ------------------------------- | ------------------------------------------------------- |
| Не позднее 26 декабря 2024 года | Образование участковых избирательных комиссий           |
| С 22 по 31 декабря 2024 года    | Регистрация кандидатов в президенты                     |
| С 1 по 25 января 2025 года      | Предвыборная агитация                                   |
| С 21 по 25 января 2025 года     | Досрочное голосование                                   |
| 26 января 2025 года             | Выборы президента Республики Беларусь                   |
| Не позднее 9 февраля 2025 года  | Проведение (при необходимости) второго тура голосования |

Выступления кандидатов в президенты по радио будут транслироваться по средам и пятницам с 8:00 до 9:00 с 8 января 2025 года в следующем порядке: 8 января — выступления Олега Гайдукевича и Александра Хижняка, 10 января — Анны Канопацкой и Сергея Сыранкова, 15 января — Сергея Сыранкова и Анны Канопацкой, 17 января — Олега Гайдукевича и Александра Хижняка.
По телевидению выступления кандидатов будут передаваться по четвергам с 18:00 до 20:00 с 9 января в эфире телеканала «Беларусь 1» в таком порядке: 9 января — Анна Канопацкая, Сергей Сыранков, Александр Хижняк, Олег Гайдукевич; 16 января — Александр Хижняк, Анна Канопацкая, Сергей Сыранков, Олег Гайдукевич.
20 января — теледебаты.

## Регистрация кандидатов
25 февраля 2024 года Александр Лукашенко, легитимность которого широко оспаривается на международной арене с 2020 года, снова заявил о своём намерении выдвинуть свою кандидатуру на выборах в 2025 году. Однако уже в августе действующий президент Беларуси намекал на своё возможное неучастие на выборах: так, 10 августа он призвал белорусов «привыкать к мысли о другом президенте».
Беспартийного Лукашенко поддержит партия «Белая Русь», изначально нацеленная на поддержку его политического курса. Правозащитниками партия описывается как искусственная и играющая роль имитации демократических выборов.
О своём выдвижении 25 октября 2024 года объявил председатель Либерально-демократической партии Беларуси и лидер её фракции Олег Гайдукевич.
26 октября в ЦИК были поданы документы о регистрации инициативной группы Александра Лукашенко для сбора подписей. Руководитель инициативной группы — председатель Федерации профсоюзов Беларуси Юрий Сенько. 29 октября ЦИК зарегистрировал инициативную группу по выдвижению Александра Лукашенко кандидатом в президенты Республики Беларусь.
31 октября в ЦИК были поданы документы о регистрации инициативых групп Анны Канопацкой, Сергея Бобрикова, Дианы Ковалевой и Сергея Сыранкова для сбора подписей. 1 ноября в ЦИК были поданы документы о регистрации инициативной группы Виктора Кулеша. 31 октября ЦИК зарегистрировал инициативные группы Олега Гайдукевича, Ольги Чемодановой и Александра Хижняка.
4 ноября ЦИК зарегистрировал инициативные группы по выдвижению Анны Канопацкой, Сергея Бобрикова и Сергея Сыранкова для сбора подписей, отказ получили Диана Ковалева и Виктор Кулеш.
12 ноября свои кандидатуры сняли Ольга Чемоданова и Сергей Бобриков, призвав объединиться вокруг Лукашенко.
23 декабря ЦИК зарегистрировал всех кандидатов, которые подали документы для регистрации кандидатами в президенты.

## Сбор подписей за кандидатов
21 ноября 2024 года инициативная группа Александра Лукашенко заявила о сборе более 1,581 млн подписей. 22 ноября вслед за Лукашенко Олег Гайдукевич заявил о сборе 100 тысяч необходимых для регистрации подписей, однако отметил что те, кто ставят за него подписи, признаются, что и так будут голосовать за Лукашенко.
Анна Канопацкая не заявляла о количестве собранных подписей, но сказала, что в день собирает более 4 000 подписей. 13 декабря подала подписи в ЦИК, заявила о подаче более 100 тысяч подписей, но конкретного числа не указала.
Сергей Сыранков 10 декабря заявил, что собрал более 170 тыс. подписей, также подал в ЦИК документы о регистрации кандидатом в президенты.
Александр Хижняк 11 декабря заявил, что собрал нужное количество подписей, однако число не указывал. Подал в ЦИК документы о регистрации.
Данные ЦИК по количеству собранных подписей:
- Александр Лукашенко — 2 528 946;
- Олег Гайдукевич — 147 086;
- Сергей Сыранков — 127 759;
- Анна Канопацкая — 123 973;
- Александр Хижняк — 114 824.

| № | Кандидат            | Собрано подписей | Принято подписей | Процент принятых подписей | Допущен(-а) до выборов |
| - | ------------------- | ---------------- | ---------------- | ------------------------- | ---------------------- |
| 1 | Александр Лукашенко | 2 528 946        | 2 518 145        | 99,60 %                   | Да                     |
| 2 | Олег Гайдукевич     | 147 086          | 134 472          | 91,42 %                   | Да                     |
| 3 | Александр Хижняк    | 114 824          | 112 779          | 98,22 %                   | Да                     |
| 4 | Анна Канопацкая     | 123 973          | 121 077          | 97,66 %                   | Да                     |
| 5 | Сергей Сыранков     | 127 759          | 125 577          | 98,29 %                   | Да                     |

## Официальные результаты
| Кандидат                          | Кандидат                          | Субъект выдвижения                | Голосов   | %      |
| --------------------------------- | --------------------------------- | --------------------------------- | --------- | ------ |
|                                   | Александр Лукашенко               | Независимый кандидат              | 5 136 293 | 86,82  |
|                                   | Сергей Сыранков                   | КПБ                               | 189 740   | 3,21   |
|                                   | Олег Гайдукевич                   | ЛДПБ                              | 119 272   | 2,02   |
|                                   | Анна Канопацкая                   | Независимый кандидат              | 109 760   | 1,86   |
|                                   | Александр Хижняк                  | РПТС                              | 102 789   | 1,74   |
| Против всех                       | Против всех                       | Против всех                       | 213 277   | 3,60   |
| Действительных голосов            | Действительных голосов            | Действительных голосов            | 5 871 131 | 99,25  |
| Недействительных голосов          | Недействительных голосов          | Недействительных голосов          | 45 064    | 0,75   |
| Всего                             | Всего                             | Всего                             | 5 916 195 | 100,00 |
| Зарегистрировано/явка избирателей | Зарегистрировано/явка избирателей | Зарегистрировано/явка избирателей | 6 903 994 | 85,70  |
| Источник: Центризбирком           |                                   |                                   |           |        |

## Международная реакция
Некоторые иностранные лидеры поздравили Лукашенко после его победы на выборах. Среди них: президент России Владимир Путин, президент Узбекистана Шавкат Мирзиёев, президент Казахстана Касым-Жомарт Токаев, президент Азербайджана Ильхам Алиев, президент Таджикистана Эмомали Рахмон, президент Кыргызстана Садыр Жапаров, президент Туркменистана Сердар Бердымухамедов, председатель КНР Си Цзиньпин, президент Турции Реджеп Эрдоган, президент Вьетнама Лыонг Кыонг, премьер-министр Пакистана Шахбаз Шариф, президент Алжира Абдельмаджид Теббун, президент Зимбабве Эммерсон Мнангагва и султан Омана Хейсам бен Тарик Аль Саид.

### Непризнание
Комитет по международным делам парламента Чехии ещё до проведения выборов, 7 ноября 2024 года, принял резолюцию, в которой результаты выборов, проведённых в условиях заключения в тюрьме кандидатов прошлой президентской гонки, были названы заведомо нелегитимными.
27 декабря 2024 года министр иностранных дел Литвы Кястутис Будрис призвал Европейский союз жёстко отреагировать на «переизбрание Лукашенко, называемое выборами». Позднее аналогичное требование к ЕС о непризнании выборов выдвинул Европарламент.
17 января 2025 года уходящий государственный секретарь США Энтони Блинкен заявил, что предстоящие выборы в Беларуси не могут быть свободными и честными в условиях нынешней обстановки в республике.
25 января верховный представитель ЕС по иностранным делам и политике безопасности Кая Каллас назвала предстоящие выборы в Беларуси «вопиющим оскорблением демократии», добавив, что у Александра Лукашенко «нет никакой легитимности».
В день выборов Лукашенко заявил, что ему безразлично возможное непризнание выборов со стороны западных стран.
26 января в Варшаве прошёл марш протеста нескольких сотен белорусов в знак недоверия проходящим в Беларуси президентским выборам. К маршу присоединилась Светлана Тихановская, по подсчётам оппозиции выигравшая президентские выборы 2020 года, и Павел Латушко, член президиума Координационного совета. Участники акции несли 330-метровый бело-красно-белый флаг, считающийся самой длинной его версией в истории.